# 11PM
『11PM』（いれぶん・ぴーえむ）は、日本テレビ・よみうりテレビの制作により、1965年（昭和40年）11月8日から1990年（平成2年）3月30日まで約24年半にわたって日本テレビ系列で放送されていたワイドショー番組であり、深夜番組かつ日本初の「深夜お色気番組」である。基本的に生放送だった。
正式名称は『WIDE SHOW 11PM』、略称は「イレブン」。「イレピー」とも。日本テレビ製作分・よみうりテレビ製作分を区別する意味合いで「東京イレブン」「大阪イレブン」という呼称もあった。開始当初は午後のことを「PM」（Post Meridiem）と呼ぶ概念がまだ薄かった時代であり、新聞のテレビ欄に「11P・M」と記載されていた。
通算放送回数は東京イレブンが6095回、大阪イレブンが2530回、合計8625回だった。最高視聴率は1973年12月に放送された「東西ストリップ合戦」で48パーセント超だった。小島正雄が1968年に54歳で急逝したため、大橋巨泉が担当する曜日が増えている。

## 概要
毎週月曜日・水曜日・金曜日は日本テレビが、火曜日・木曜日はよみうりテレビが分担で制作し放送した。日本テレビでは大橋巨泉、愛川欽也、よみうりテレビは作家の藤本義一が主に司会を担当し、お色気から硬派な社会問題まで幅広く取り上げた。アシスタントは朝丘雪路、松岡きっこ、一谷伸江、秋川リサらが担当した。また、愛川欽也が担当する曜日のゲストには、今野雄二がたびたび登場した。ヌードもあれば、前衛舞踏家が出演したり、政治・社会問題を取り上げるなど、深夜の人気番組として、長年放送された。
木曜放送分は系列各局を回りながら、その土地の名物や風俗を探訪する企画を、また金曜日には週末情報の色合いを強め、釣りや麻雀のコーナーを放送していた。
1972年6月からは土曜放送が加わり、名古屋テレビが制作した。同局担当分はフォークソングやロックなどこれまでテレビではあまり取り上げなかった分野に取り組み、毎回ミュージシャンをゲスト出演させていた。名古屋テレビ制作分は1973年3月の中京広域圏のネット再編に伴い打ち切りとなった。

## 詳細
当時から「ワースト番組」「低俗番組」「エロブンPM」などと呼ばれ、PTAや婦人団体から批判や抗議は多く、子供に見せたくない番組と一方的なレッテル貼りをされ、当然のごとくPTAのアンケートにおいても、その子供に見せたくない番組ランキングの上位の常連に名を連ねた。政治家からの批判もあり、1975年には日本共産党中央委員会幹部会委員長（当時）の宮本顕治から「11PMと、独占！男の時間はポルノ番組だ」と非難された。息子の宮本太郎は、父・顕治について「明治生まれのナショナリスト」と、適格な指摘をしている。
コラムニストの泉麻人は、実家のテレビで「親が寝るのを見計らってこっそり観ていました」「バニーガールの太ももを舐めるような撮り方にドキッとした」と振り返る。
一方、寺山修司や山本直純などの文化人からは評判が良く、作家の井上ひさしは1972年の雑誌の中で「最良のテレビ番組は『11PM』だ。そこには知恵があり、熱気があり、一生懸命テーマを出そうとする気概がある。これが面白くなくてなんであろうか」と絶賛した。久米宏は熱心に11PMを視聴し、アナウンサーになってからも放送の参考にしたという。
- 挨拶

巨泉と朝丘のオープニングの掛け合いである「野球は巨人、司会は巨泉の大橋巨泉と」「朝がまるで弱い朝丘雪路です」というやり取りは当時盛んにものまねの対象にされた。
1999年の復活特番の際は、この年のプロ野球日本一がダイエーだったため「野球はダイエー、司会は巨泉の大橋巨泉と」「朝まるで弱くなくなっちゃった朝丘雪路」と自己紹介していた。

## 人気コーナー
女性ラインダンサーが踊るアニメーションをバックにしたスキャットによるオープニングと、エンディングの「11PMのテーマ」は三保敬太郎の即興作曲であり、演奏は猪俣猛オールスターズ、スキャットは伊集加代子ほかが担当した。オリジナルは東京混声合唱団出身の増田順平・増田睦美夫妻によるもので「パー!サバダバ」ではなく、「イー!サバダバ」と歌っている。「パー!サバダバ」のバージョンは番組開始1年後に再録されたもので、男声のパートは岡崎広志（岡田愛詩）、女声のパートは伊集加代（伊集加代子）による。21世紀に入って新譜CDで入手可能なものはあまり無く、三保敬太郎<の11PMのテーマが収録されたCDが、中古盤で入手可能な程度である。番組内の挿入歌としては、クロディーヌ･ロンジェの「Hurry On Down」が、CM前に映されるカバーガールのバックで数秒流された。1980年には3人の女性グループ「あらん･どろん」が「ウィ!シャバダバ」のタイトルでカバーした。
オープニングでは地球から電波が発信し、ラインダンサーが踊る姿、女性の裸体が描かれ、11PMの文字をかたどった星座が出て最後には"WIDE SHOW 11PM"となって登場する。テーマ音楽、テーマバックアニメーション共に、「第1回から番組終了まで使用」された。
巨泉時代の月曜イレブンはお色気企画が多かったが、硬派な社会問題も特集した。1971年に「戦後日本の大空白」というタイトルで徴用工問題や慰安婦問題を放送。沖縄返還直前の「沖縄で君は何を見たか」（1972年3月13日放送）、沖縄返還当日の「棄てられた沖縄の証言 〜返還後の沖縄の防衛を考える」（1972年5月15日放送）、1985年に起きた11歳の少年投身自殺事件（「マー先のばか」と書かれた遺書）など、政治・事件・事故など数々の社会問題を取り上げ、1972年5月9日に第9回ギャラクシー賞・放送批評家賞を受賞した。
1982年の1月から3月にかけて計5回放送された「日韓シリーズ」は大きな反響を呼び、3月1日には韓国放送公社で総集編という形で韓国でも放送された。巨泉は、「このシリーズ1本のため、残り364日はバカを言ってもいい」と語っていたと言う。プロデューサーの都築忠彦は視聴率は取れるときに取ればいいという考えで、取れるものでベースを作った上で、あとからテーマ性のあるものを打ち出して制作したと語っているが、後に雑誌『中央公論』での対談で田原総一朗から「何で低視聴率になってしまう韓国問題や沖縄問題をやるのか」と聞かれたという。
裸の報告書シリーズ
ポール･モーリアの「オリーブの首飾り」のテーマ曲で始まる月曜イレブンのお色気企画。主にいその・えいたろう（風俗ライター）やカルーセル麻紀がリポーターを務め、トルコ風呂（現在：ソープランド）などの性風俗産業の取材を行い、裏文化の仕掛け人の紹介をした。ref>11PM外伝　2025年4月3日閲覧</ref>
秘湯の旅（よみうりテレビ制作）
火曜イレブンは藤本義一が司会をつとめ、構成に東京同様のマガジン形式を採り入れ、特に「TIME GANG」のサブタイトルを付けて放送した。進行は羽川英樹（当時よみうりテレビアナウンサー）や初期は高橋基子が務め、レポーターとして横山プリン、後年はタージン、九十九一らが登場していた。司会の藤本義一はまとめ役（コメンテーターに準じたもの）に回った。カバーガールで宮崎萬純や堀川まゆみ、山口智子らが登場した。
- 秘湯の旅も火曜イレブンの企画で、「うさぎちゃん」と呼ばれた小川麻由子らの女性リポーターが全裸に近い状態で、数々の温泉を紹介した。「効能」という言葉もこのコーナーから広まった。[18]

日本テレビが毎年8月に開催する大型チャリティー番組『24時間テレビ 「愛は地球を救う」』はこのシリーズの「世界の福祉特集」が元となっており、同番組スタッフが日本テレビ開局25周年記念番組の社内コンペで同特集を企画として出して採用されたとしている。なお、アメリカ合衆国で毎年開催されている『レイバー・デイ・テレソン』を参考にしたという指摘もあるが、24時間テレビの発案者でもある都築忠彦はこれを否定している。裸のヨガ（よみうりテレビ制作）：火曜イレブンの企画。文字どおり、海岸で女性モデルが全裸（前が映る時はトップレス）でヨガのポーズを披露していた。
紅白ストリップ合戦
全国から人気ストリップ嬢が集合し紅白形式に分かれ、艶技を披露する年末恒例企画。1974年12月30日には番組史上最高視聴率をマークしし、麻雀実践教室（金曜イレブン）とともに人気を博した。
久里洋二のミニミニアニメーション
1966年から1982年まで、月曜イレブンのコーナーとして、800本近いショートテレビアニメが放送されていた。
UFO・超能力特集
1970年代中盤以降、月曜イレブンで年に数回、UFOや超能力に関する特集が組まれた。後にUFO研究家として有名となる矢追純一も、本番組のスタッフ（ディレクター）に加わっていた。番組後年は水曜に放送していた。
イレブンダービー/イレブンフィッシング
金曜イレブン冒頭の趣味企画。釣り名人・服部善郎（読売映画社（当時）プロデューサー）が、主に海釣りをレポートした。また釣りが趣味の巨泉も、率先してロケに参加した。
競馬に見立てた双六ゲーム。一般視聴者が電話で参加し1対1で競われた。いろは順の（イ - ヌ）×（1 - 10）の数字に構成されたパネル100枚の中から交互に1枚ずつ選び、書かれた数字分だけ進む。ただし、マイナスも隠れており、選んでしまった場合は数字分だけ戻らなくてはならない。また、「落馬」もあり、この場合はその時点で失格となる。先にゴールした視聴者が勝ちとなった。巨泉時代の金曜イレブンで放送された。釣りは、金曜イレブン冒頭の趣味企画。釣り名人・服部善郎（読売映画社（当時）プロデューサー）が主に海釣りをレポートしていた。釣りが趣味の巨泉も率先してロケに参加していた。
海外ロケ
大橋巨泉、朝丘雪路の海外旅行や、かたせや秋川などの女性アシスタントのグラビア撮影シーンも取り入れられた。また、羽川英樹は、ニューヨーク、ロサンゼルス、ハワイ、フランス、イタリア、香港、マカオへ旅行することができたと回想している。

## 草創期
「視聴率不毛の時間帯」とされていた深夜番組の時間帯の開拓に乗り出し、日本教育テレビ（NETテレビ、現在：テレビ朝日）の『モーニングショー』同様、アメリカの深夜情報番組『ザ･トゥナイト･ショー』をヒントに企画された。「お色気番組の元祖」的な位置づけをされる番組だが、初期は週刊読売編集長だった山崎英祐が司会を務め、時事問題についての考察を述べるスタイルの、日本テレビ報道局制作の硬派番組であった。
しかし全く視聴率が取れず、テコ入れ策として横田岳夫ディレクターから「どうしたらいい?」と相談を受けた大橋巨泉が「今まで扱ってこなかった“遊び”の要素を取り上げたら?深夜だから大丈夫だろう」と提案。横田も同調し番組の変革を思案したが、司会役を巡って調整が難航（三橋達也をはじめ高島忠夫、藤村有弘ら4人ぐらいのタレントに司会を打診したがいずれも断られてしまった）、ついに横田から「いっそのこと巨泉、自分で喋っちゃったら?」と頼まれたため、「巨泉のなんでもコーナー」という名前で巨泉自らコーナー司会を務めることになった。その後、山崎に代わる司会として打診した小島正雄に「（月曜日・水曜日・金曜日の）週3日はしんどいから2日にしてくれ」と要望されたことがきっかけで、横田の推薦で既に番組視聴者に顔と名前が知られていた巨泉に白羽の矢が立つ。これを機に巨泉はこれまでの放送作家から司会者に転身することとなった。
巨泉は月曜日・金曜日・週2回司会を務めることになったが、月曜日も担当することになったのは1968年1月に小島が突然急死して後釜の手配がつかなかったためで、当初は月曜日・水曜日についてはピンチヒッターという扱いで日本テレビ制作の3日分すべての司会を巨泉が担当した。そして2月中旬から水曜日は当時の大阪イレブンで人気を得ていた元芸妓の安藤孝子の起用例に倣い、銀座の現役クラブママであった堤妙子を起用、月曜日については局側の意向が強く働いたこともあり結局そのまま巨泉が正式な後任となった。

## 放送時間
当初は月曜日 - 木曜日はタイトル通り23:00丁度のスタートで、金曜日のみ『日本プロレス中継』や『金曜夜席』の放送があったため、23:15スタート。NNN最終版ニュース『きょうの出来事』をインサートした。後に『きょうの出来事』は23:00丁度に放送時間が移動して再び独立し、『きょうの出来事』の放送時間拡大が進むにつれ、『11PM』は放送時間が23:15→23:10→再び23:15→23:20→23:30（金曜日は『TVムック・謎学の旅』が入ったため23:45）というように放送時間が繰り下がってゆく。番組末期には23:55スタートとなり、プロ野球中継（巨人戦）の時間延長やゴールデンタイムの特別番組の影響で午前0時台にスタートしてしまうことも少なくなかった。
最も遅く始まった回は、1988年7月26日放送の火曜イレブンで、日本テレビが中継したプロ野球オールスターゲームの放送が1時間延長されたため、0:55からスタートした。また、23:15スタートの時代にはタイトルロゴに「+15」が、23:20スタートの時代には「+20」が付加されていた。
基本的に本番組は生放送だったが、状況によって収録の場合もあったとされ、末期の金曜レギュラーの吉田照美が『日刊ゲンダイ』の短期連載で記したところでは、本番数時間前の夕方に疑似生放送（いわゆる撮って出し）で収録することが多かったとのことである。当時、高校生であり、法律により本来出演できる時間帯ではない小栗香織が金曜日に出演していたのはそれが理由である。
| 放送期間                      | 放送時間（JST）        | 放送時間（JST）        |
| 放送期間                      | 月曜 - 木曜            | 金曜                   |
| ----------------------------- | ---------------------- | ---------------------- |
| 1965年11月8日 - 1966年9月30日 | 23:00 - 翌0:00（60分） | 23:15 - 翌0:00（45分） |
| 1966年10月3日 - 1969年3月28日 | 23:15 - 翌0:15（60分） | 23:15 - 翌0:15（60分） |
| 1969年3月31日 - 1972年3月31日 | 23:10 - 翌0:20（70分） | 23:10 - 翌0:20（70分） |
| 1972年4月3日 - 1974年3月29日  | 23:15 - 翌0:23（68分） | 23:15 - 翌0:23（68分） |
| 1974年4月1日 - 1980年3月28日  | 23:15 - 翌0:21（66分） | 23:15 - 翌0:21（66分） |
| 1980年3月31日 - 1985年4月4日  | 23:20 - 翌0:25（65分） | 23:20 - 翌0:25（65分） |
| 1985年4月5日 - 1988年4月1日   | 23:30 - 翌0:35（65分） | 23:45 - 翌0:50（65分） |
| 1988年4月4日 - 1990年3月30日  | 23:55 - 翌0:55（60分） | 23:55 - 翌0:55（60分） |

## 特記事項
制作
- 企画段階では月曜から金曜まで全曜日を日本テレビが制作する予定だったが、当時の日本テレビ内部では社員の労働超過が問題になっており、労働組合が猛反発。会社側が「日本テレビ制作は月曜日・水曜日・金曜日の週3日とし、火曜日・木曜日はよみうりテレビに制作を委託する」という妥協案を出し、これを組合側が受け入れて番組が制作された。尚、後の番組好評を受けて、1967年夏より土曜22時台にてよみうりテレビ制作による土曜版の放送が開始（司会は曾我廼家明蝶）されたが、1968年5月までの短期間で打ち切られている。この体制は後番組の『EXテレビ』→『どんまい!!→TVじゃん!!』にも受け継がれたが、『ZZZ』では地方局の多くも参加（ただし、制作は東京のプロダクションに丸投げ）。それが発展解消した現在の『夜は別バラ→しんバラ→バリューナイト→プラチナイト』では、木曜日[注釈 7]に限りよみうりテレビが制作を担当している[注釈 8][注釈 9]。
- 大阪担当の木曜日は時折ネット局各社との共同制作となり、藤本などの司会者が日本各地に出張して放送された。内容は大抵が「〇〇県の風俗」となっていたが、ここで言う「風俗」とはどちらかといえば「民俗」に近い、真面目な物が多かった。
- 最初のCMに入る前には必ず製作（制作）著作のロゴ表記をしていた（最後の挨拶でも同様）。
例：｢製作著作（当時の社章）日本テレビ[注釈 10]｣「制作著作 よみうりテレビ」

見識
- 明石家さんまのテレビデビューは当番組の大阪イレブンで、「落語家の成人式」という副題で「SEXの四十八手以外に知っている技は」という質問に「逆さ十文字落としでぇーす」と答え、説明してウケたが、司会の藤本義一から「さんまかいわしか知らんけどな、テレビで言っていいことと悪いことがある。それぐらい覚えて出て来い!」と本番中に叱責された事を後年語っている。

時事
- 1972年5月15日の「沖縄の本土復帰」[注釈 11]や1977年7月27日の「ロッキード事件・田中前首相逮捕」の時は『11PM NNN報道スペシャル』として、それぞれに関連した内容を放送したほか、1985年8月12日に発生した日航ジャンボ機墜落事故の際は挿入ニュースを入れながら放送。1988年9月20日の「昭和天皇吐血」の時は『11PM NNNニュース特報「天皇陛下ご重体 医師団懸命の治療」』として、急遽内容を変更して放送した[28]。いずれの場合も「11PM」の題を残しながら「NNN」のタイトルが追加されていた。

記念番組
- 節目ごとに「○○周年記念祭」のスペシャルがあり、巨泉・愛川・藤本の3人やレギュラー出演者が一堂に会した。過去に、8周年・10周年・15周年・20周年に行われた。司会は徳光和夫で、後の『11回忌法要スペシャル』でも会場の司会進行をしている。

録画放送
- 稀に月曜日・金曜日のプロ野球・巨人戦ナイター中継において、月曜日は公開生放送の『NTV紅白歌のベストテン』、『ザ・トップテン』、金曜日は『太陽にほえろ!』の放送が優先されることがあったため、試合時間内での生中継が出来なかったこと、また北海道遠征（北海道シリーズ）については平日のデーゲームであったことから、その場合『11PMナイター』と称して録画ダイジェスト中継が行われた。また、日本プロゴルフ選手権大会の開催日にも予選ラウンド2日間を、さらに野球・ゴルフ以外の競技も録画中継したことがあった他、最終年度の1989年など読売ジャイアンツが優勝した年には祝勝会の録画中継や優勝までのドキュメントをまとめた優勝特番を放送した事もあった。いずれも先述した重大ニュース発生時と同様に「11PM」の題を残しながら放送されていた。これは後継番組の『EXテレビ』でも同様だった。
- 1969年11月28日には日本テレビの労働組合がストライキを決行したため生放送を行うことができず、急遽、過去の収録分を再放送したことがあった[29]。
- 1972年から1975年まで全日本女子プロレスの録画中継も年4回の割合で行った。全女の中継はフジテレビの『全日本女子プロレス中継』が有名だが、当時の看板レスラーだった赤城マリ子がきっかけとなり彼女をメインエベンターとして独占的に放送していた。また全日本女子プロレスの後楽園ホール初進出も1973年5月30日放送分であった。

放送時間の短縮
- 1974年には第1次オイルショックによる電力節減の一環として放送終了時間の繰り上げ措置が行われていた。日本テレビでは1月7日から0:25終了としたためこの番組への影響は少なかったが、1月14日からその措置がとられたよみうりテレビでは在阪民放4局[注釈 12]の社長会の取り決めで0:00終了となったため、よみうりテレビでは放送途中の0:00で放送終了となり、また同局が制作していた火曜・木曜分は0:00以降はネット局への裏送りになった。その後オイルショックの状態が緩和されたことにより在阪4局の取り決めが解消されたため、5月6日よりよみうりテレビの放送終了時間が0:25となり、同日から通常の放送に戻った[30]。

出演拒否
- 同じ日本テレビの『テレビ三面記事 ウィークエンダー』の1975年10月18日放送の回で、9月のストリップ小屋への警察による一斉摘発・抜き打ち捜査の事件を採り上げた際に泉ピン子が「スパっと脱いで一日8万円なら、私もやりたいわ」と発言したことに、ストリッパーで構成する組織「日本成人実演舞踊協団」が抗議した。日本テレビの番組制作の姿勢にも対立・抗議し、「今後は日本テレビの番組への出演は一切辞退させていただく」として、12月29日に本番組で放送を控えていた「恒例!年忘れ大狂乱 紅白ストリップ合戦」についても同協団に所属する30人のストリッパーの出演の拒否を表明するという騒ぎになった[31]（この他の詳細についてはテレビ三面記事 ウィークエンダー#取り上げた話題も参照）。その後、同協団との和解が成立し、12月29日の紅白ストリップ合戦は予定どおり放送された。

## 出演者

### 月曜日・水曜日・金曜日（日本テレビ製作）
| 期間                           | 司会者            | 司会者                     | 司会者            | アシスタント | アシスタント          | アシスタント |
| 期間                           | 月曜日            | 水曜日                     | 金曜日            | 月曜日       | 水曜日                | 金曜日       |
| ------------------------------ | ----------------- | -------------------------- | ----------------- | ------------ | --------------------- | ------------ |
| 1965年11月8日 - 1966年4月1日   | 山崎英祐          | 山崎英祐                   | 山崎英祐          | 高原良子     | 高原良子              | 高原良子     |
| 1966年4月4日 - 1967年12月1日   | 小島正雄          | 小島正雄                   | 大橋巨泉          | （不在）     | （不在）              | 朝丘雪路     |
| 1967年12月4日 - 1968年2月2日   | 小島正雄          | 小島正雄                   | 大橋巨泉          | （不在）     | （不在）              | 應蘭芳       |
| 1968年2月5日 - 3月29日         | 大橋巨泉          | 堤妙子                     | 大橋巨泉          | （不在）     | （不在）              | 應蘭芳       |
| 1968年4月1日 - 6月28日         | 大橋巨泉          | 堤妙子                     | 大橋巨泉          | 沢知美       | （不在）              | 應蘭芳       |
| 1968年7月1日 - 8月30日         | 大橋巨泉          | 堤妙子                     | 大橋巨泉          | 沢知美       | （不在）              | 朝丘雪路     |
| 1968年9月2日 - 1969年4月4日    | 大橋巨泉          | 三木鮎郎                   | 大橋巨泉          | 沢知美       | ジューン･アダムス     | 朝丘雪路     |
| 1969年4月7日 - 1971年10月1日   | 大橋巨泉          | 三木鮎郎                   | 大橋巨泉          | 松岡きっこ   | ジューン･アダムス     | 朝丘雪路     |
| 1971年10月4日 - 1973年12月28日 | 大橋巨泉          | 三木鮎郎                   | 大橋巨泉          | 松岡きっこ   | ジュディ･アントン     | 朝丘雪路     |
| 1974年1月4日 - 1977年12月30日  | 大橋巨泉          | 愛川欽也                   | 大橋巨泉          | 松岡きっこ   | 秋川リサ              | 朝丘雪路     |
| 1978年1月4日 - 1981年12月30日  | 大橋巨泉          | 愛川欽也                   | 大橋巨泉          | 松岡きっこ   | かたせ梨乃            | 朝丘雪路     |
| 1982年1月4日 - 5月28日         | 大橋巨泉          | 愛川欽也                   | 大橋巨泉          | 松岡きっこ   | 朝倉匠子              | 朝丘雪路     |
| 1982年5月31日 - 1983年5月27日  | 大橋巨泉          | 愛川欽也                   | 大橋巨泉          | 松岡きっこ   | 朝倉匠子              | 梓みちよ     |
| 1983年5月30日 - 1985年3月29日  | 大橋巨泉          | 愛川欽也                   | 大橋巨泉          | 松岡きっこ   | 朝倉匠子              | 高樹澪       |
| 1985年4月1日 - 9月27日         | 江本孟紀          | 愛川欽也                   | 大橋巨泉          | 秋野暢子     | 朝倉匠子              | 高樹澪       |
| 1985年9月30日 - 1986年3月28日  | 江本孟紀          | 愛川欽也                   | 村野武憲 吉田照美 | 秋野暢子     | 朝倉匠子              | 戸川京子     |
| 1986年3月31日 - 9月26日        | 三枝成彰 高田純次 | 所ジョージ 斎藤晴彦 由利徹 | 村野武憲 吉田照美 | 村上里佳子   | （不在）              | 戸川京子     |
| 1986年9月29日 - 1987年6月26日  | 三枝成彰 高田純次 | 斎藤晴彦 由利徹            | 村野武憲 吉田照美 | 村上里佳子   | 松金よね子 浅田美代子 | 戸川京子     |
| 1987年6月29日 - 1988年4月1日   | 三枝成彰 高田純次 | 斎藤晴彦 関根勤            | 村野武憲 吉田照美 | 村上里佳子   | 冴木杏奈              | 戸川京子     |
| 1988年4月4日 - 12月30日        | 三枝成彰 高田純次 | 三枝成彰 吉田照美          | 高田純次 関根勤   | 中川比佐子   | 井森美幸 財前直見     | 戸川京子     |
| 1989年1月4日 - 3月31日         | 三枝成彰 高田純次 | 三枝成彰 吉田照美          | 高田純次 関根勤   | 中川比佐子   | 井森美幸 鷲尾いさ子   | 戸川京子     |
| 1989年4月3日 - 1990年3月30日   | 三枝成彰 高田純次 | 三枝成彰 吉田照美          | 高田純次 吉田照美 | 鷲尾いさ子   | 井森美幸              | 戸川京子     |

注
1. ↑  愛川の水曜日司会担当時、今野雄二がサブ司会を務めたが、詳細な担当期間は不明。
2. ↑  巨泉の金曜司会就任当初、パートナーは週替わりのゲスト制を採っていたが、5週目のゲストパートナーとして朝丘がゲスト出演した際の両者の掛け合いが好評であったことから1966年5月より正式にレギュラーに起用された。
3. ↑  朝丘の結婚・妊娠休業に伴う代役として出演。
4. 1 2 3  小島の急死（1968年1月17日に急逝）に伴うもので、小島急逝後の1か月間は水曜日も含めて巨泉がピンチヒッターという形で務めていた（2月中旬以降、水曜日は堤と交代、月曜日は正式に後任となった）。
5. ↑  1974年1月から3月は妊娠休業のため由紀さおりが代理パートナーとして出演。
6. ↑  カバーガール担当期間を含むが、アシスタント着任時期は不明。

カバーガール(Time　Gangのカバーガールは下段に掲載）
- ジューン･アダムス
- 沢知美
- 司美智子
- 松岡きっこ
- ジャネット八田
- エルザ
- 池島ルリ子
- 樹れい子
- 沢田和美
- ナンシー･チェニー
- 秋川リサ
- 多岐川裕美
- かたせ梨乃
- セーラ：水曜日[注釈 13]
- 中島はるみ：水曜日
- 青山京子：木曜日 [注釈 14]
- ドリーン･ボイド
- 村上里佳子
- 岡本夏生
- 橘ゆかり
- 田島都
- 梶原真理子
- 田中広子
- 玉井美香（叶美香）
- 貴夜遊子（1986年）：月曜日
- 河口りか
- 守口文子
- 広田恵子
- SOS歌劇団：金曜日
  - 榎田路子
  - 黒木永子
  - 青木真美
  - 茂野幸子
  - 篠崎美知
- イレックス：金曜日
  - 飯島直子
  - 小栗香織
  - 小谷ゆみ
  - 山岸真璃子
  - 蓮舫

### 火曜日・木曜日（よみうりテレビ制作）
| 期間                           | 司会者   | 司会者   | 司会者   | 司会者     | アシスタント | アシスタント |
| 期間                           | メイン   | メイン   | サブ     | サブ       | アシスタント | アシスタント |
| 期間                           | 火曜日   | 木曜日   | 火曜日   | 木曜日     | 火曜日       | 木曜日       |
| ------------------------------ | -------- | -------- | -------- | ---------- | ------------ | ------------ |
| 1965年11月9日 - 1969年8月28日  | 藤本義一 | 藤本義一 | （不在） | （不在）   | 安藤孝子     | 安藤孝子     |
| 1969年9月2日 - 1970年8月27日   | 藤本義一 | 藤本義一 | （不在） | （不在）   | 市川靖子     | 市川靖子     |
| 1970年9月1日 - 1971年9月2日    | 藤本義一 | 藤本義一 | （不在） | （不在）   | 笹田泉       | 笹田泉       |
| 1971年9月7日 - 1976年10月28日  | 藤本義一 | 藤本義一 | （不在） | （不在）   | 真理アンヌ   | 真理アンヌ   |
| 1976年11月2日 - 1977年10月27日 | 藤本義一 | 藤本義一 | （不在） | （不在）   | 岸じゅんこ   | 岸じゅんこ   |
| 1977年11月1日 - 1978年6月1日   | 藤本義一 | 藤本義一 | （不在） | （不在）   | 多田千香     | 多田千香     |
| 1978年6月6日 - 12月28日        | 藤本義一 | 藤本義一 | （不在） | （不在）   | 東てる美     | 東てる美     |
| 1979年1月4日 - 8月2日          | 藤本義一 | 藤本義一 | （不在） | （不在）   | 横山エミー   | 横山エミー   |
| 1979年8月7日 - 1980年5月29日   | 藤本義一 | 藤本義一 | （不在） | （不在）   | テレサ野田   | テレサ野田   |
| 1980年6月3日 - 1981年4月2日    | 藤本義一 | 藤本義一 | （不在） | （不在）   | 秋本圭子     | 秋本圭子     |
| 1981年4月7日 - 1985年3月28日   | 藤本義一 | 藤本義一 | （不在） | （不在）   | 松居一代     | 松居一代     |
| 1985年4月2日 - 1988年3月31日   | 藤本義一 | 藤本義一 | （不在） | （不在）   | 吉田由紀     | 吉田由紀     |
| 1988年4月5日 - 9月29日         | 藤本義一 | 藤本義一 | 桂べかこ | （不在）   | （不在）     | 遙洋子       |
| 1988年10月4日 - 1989年3月30日  | 藤本義一 | 藤本義一 | 桂べかこ | 池田裕子   |              | 遙洋子       |
| 1989年4月4日 - 1990年3月29日   | 藤本義一 | 藤本義一 | 桂べかこ | 浦島三和子 |              | 遙洋子       |

表注
1. ↑  藤本は唯一の皆勤出演。

カバーガール
- 宮崎萬純
- 堀川まゆみ
- 山口智子
- 財前直見
- 鷲尾いさ子
- 吉川十和子
- 設楽りさ子
- 横須賀昌美

### 土曜日（よみうりテレビ制作）
- 1967年8月 - 1968年4月：曾我廼家明蝶
  - アシスタント：久保村道子

### 土曜日（名古屋テレビ制作）
- 1972年6月 - 1973年3月：黒澤久雄、ビーバー[6][7]

### 土曜日（日本テレビ制作）
- 1973年4月 - 1974年3月：佐藤允
  - アシスタント：奈美悦子（1973年4月 - 8月）→風間千代子（1973年9月 - 12月）→鶴間エリ（1974年1月 - 3月）

## ネット局
『11PM』はNNN系列外の局でも放送された一方で、オイルショックの影響や内容の過激さ、他系列ネットなどを理由に打ち切った系列も多く、特に『スポーツワイド・プロ野球ニュース』（FNN・FNS系列）開始後は、そちらに切り替える局も現れた。そのため1990年3月の終了時にフルネットで放送していた局はNNN16局と、他系列とのクロスネット局2局の18局にまで減少していた。ここでは各地区での放送状況を取り上げた。
なお、後番組が『プロ野球ニュース』扱いとなる局には★を付けている。『プロ野球ニュース』の系列外ネットは1994年3月で終了。
| 放送対象地域   | 放送局                                      | 放送期間 | 放送状況・備考 |
| -------------- | ------------------------------------------- | --- | --- |
| 関東広域圏     | 日本テレビ                                  | | 月曜・水曜・金曜制作局 |
| 近畿広域圏     | よみうりテレビ                              | | 火曜・木曜制作局 |
| 中京広域圏     | 名古屋テレビ                                | 1973年3月打ち切り | 1972年6月から打ち切りまでは土曜制作局 変則クロスネット解消に伴う打ち切り。 |
| 中京広域圏     | 中京テレビ                                  | 1973年4月 - 1990年3月 | フルネット。 時折日本テレビまたはよみうりテレビとの共同制作で、中京テレビのスタジオから生放送を行うことがあった（よみうりテレビと共同制作の1987年12月17日など。CM前のアイキャッチは『11PM' NAGOYA』と表示）。 |
| 北海道         | 札幌テレビ                                  | 1966年5月2日 - 1990年3月                                                                                                 | フルネット。 |
| 青森県         | 青森放送                                    | 1967年11月1日 - 1977年9月30日                                                                                            | NNN加盟局で最初に打ち切った。 東日本地区では最初にネットを打ち切った。 |
| 岩手県         | テレビ岩手                                  | 1969年12月 - 1990年3月                                                                                                   | フルネット。 |
| 秋田県         | 秋田放送                                    | 1982年ごろ打ち切り | |
| 山形県         | 山形放送                                    | 1966年6月1日 - 1978年3月31日                                                                                             | |
| 宮城県         | 仙台放送                                    | 1966年10月3日 - 1970年9月30日                                                                                            | 日本テレビ系列新局開局に伴う放送局移行による打ち切り。 |
| 宮城県         | ミヤギテレビ                                | 1970年10月 - 1990年3月                                                                                                   | フルネット。 |
| 福島県         | 福島中央テレビ                              | 1971年10月1日 - 1990年3月                                                                                                | フルネット。 |
| 山梨県         | 山梨放送                                    | | フルネット。 |
| 新潟県         | 新潟総合テレビ （現在：NST新潟総合テレビ）  | 1968年12月9日 - 1981年2月27日                                                                                            | フルネット。 日本テレビ系列新局開局に伴う放送局移行による打ち切り。 ★ |
| 新潟県         | テレビ新潟                                  | 1981年3月25日（サービス放送開始） - 1990年3月                                                                            | フルネット。 |
| 長野県         | 信越放送                                    | 1975年4月 - 1980年9月 | 月曜日・金曜日のみ。 |
| 長野県         | テレビ信州                                  | 1980年10月 - 1990年3月                                                                                                   | フルネット。 |
| 静岡県         | テレビ静岡                                  | 1972年4月 - 1976年3月 | ★ |
| 静岡県         | 静岡けんみんテレビ （現在：静岡朝日テレビ） | 1978年7月 - 1979年6月 | 日本テレビ系列新局開局に伴う放送局移行による打ち切り。 |
| 静岡県         | 静岡第一テレビ                              | 1979年7月 - 1990年3月 | フルネット。 |
| 富山県         | 北日本放送                                  | 1988年4月8日放送分を最後に打ち切り                                                                                       | ネット開始当初から1974年7月1日まではフルネット。 その後何度もネットする曜日が変動し、最終的には月曜日・水曜日・金曜日のみとなった。                                                                           |
| 石川県         | 北陸放送                                    | 1976年10月6日 - 1978年3月29日（水、23:15 - 24:10に先行放送） 1975年4月4日 - 1977年3月25日（金、23:15 - 24:20に先行放送） | 水曜日・金曜日のみ。 |
| 石川県         | テレビ金沢                                  | 1990年3月のみ | サービス放送時のみ。 『11回忌法要スペシャル』はネット。 |
| 福井県         | 福井放送                                    | | フルネット。 1989年4月からはテレビ朝日とのクロスネット局。 |
| 鳥取県・島根県 | 日本海テレビ                                | | フルネット。 当初は鳥取県のみで放送、1972年9月の島根県への相互乗り入れで島根県でも放送開始。 |
| 岡山県・香川県 | 西日本放送                                  | | フルネット。 当初の免許エリアは香川県のみで、1983年4月の岡山県への相互乗り入れで岡山県でも放送開始。 |
| 広島県         | 広島テレビ                                  | 1966年4月 - 1990年3月 | フルネット。 年度により、ゴールデンタイムの差し替えが困難な9月下旬から10月ごろは、ローカル版の『11PMナイター』として広島東洋カープ主催ゲームの録画中継に差し替える事があった。                                |
| 山口県         | 山口放送                                    | 1967年5月1日 - 1978年3月末打ち切り                                                                                       | ★ |
| 徳島県         | 四国放送                                    | 1969年 - 1980年7月までに打ち切り                                                                                         | ★ |
| 愛媛県         | 南海放送（注）                              | 1984年4月 - 1990年3月 | フルネット。 |
| 高知県         | 高知放送                                    | 1980年代に打ち切り | 月曜・水曜・金曜のみネット。 ★ |
| 福岡県         | 福岡放送                                    | 1969年4月 - 1990年3月 | フルネット。 |
| 長崎県         | テレビ長崎                                  | 1969年4月 - 1982年3月 | ★ 『11回忌法要スペシャル』は長崎国際テレビがネット。 |
| 熊本県         | テレビ熊本                                  | 1969年4月 - 1981年12月                                                                                                   | ★ |
| 熊本県         | くまもと県民テレビ                          | 1982年4月 - 1990年3月 | フルネット。 |
| 大分県         | テレビ大分                                  | 1970年4月 - 1990年3月 | 金曜版は1985年9月打ち切り。 |
| 宮崎県         | テレビ宮崎                                  | 1970年4月 - 1981年9月 | ★ |
| 鹿児島県       | 鹿児島テレビ                                | 1969年4月 - 1990年3月 | 金曜版は1985年3月打ち切り。 『11回忌法要スペシャル』は鹿児島読売テレビがネット。 |
| 沖縄県         | 琉球放送                                    | 1975年4月 - 1983年3月 | 1977年4月 - 1979年9月の間はフルネット。 当初は月曜日 - 木曜日のみ放送。金曜深夜に放送されていた『新・必殺仕置人』を5話で打ち切りにした上でフルネットを開始。 『11回忌法要スペシャル』は沖縄県では未ネット。   |

　注
南海放送は日本テレビ系列ではあるが、編成方針にそぐわないとして長年当番組をネットしなかった。開始当初はいわゆる成人向きとみなし、放送エリアである愛媛県の風土に馴染まないことと、深夜のローカルニュースを廃止できないのが理由であった。しかし1984年4月改編で「ニューメディア」を強く意識した大改編を断行。『必殺シリーズ』『特捜最前線』など娯楽番組を占めていた深夜帯にもメスが入り、遂にネットされることになった。

## 主なスタッフOB
日本テレビ/東京イレブン
- 井原高忠：番組企画立案者。1965年当時、アメリカで放送されていた情報番組を参考に立ち上げた。
- 後藤達彦：初代プロデューサー。報道局からの参加で井原とともに番組立ち上げに尽力。テコ入れ後もただ一人報道局から番組に残り、井原が去った後は『11PM』を支える存在に。スポーツ局次長などを経て、制作局長を最後に退職[注釈 27]。
- 横田岳夫：裏方だった大橋巨泉を司会に抜擢。金曜イレブンで釣り・ゴルフ・麻雀など遊びを番組に取り入れた。巨泉からは「よこちん」と呼ばれた。
- 石川一彦：2代目プロデューサー。当番組での自由な発想を礎に『木曜スペシャル』を開始。のちに、常務取締役になる。
- 高橋進：愛川欽也司会時の水曜イレブンのディレクター・プロデューサー。音楽・映画などの最新の流行情報を番組に取り入れた。番組後期は制作[注釈 28]を担当。その後は制作局長、よみうりテレビ専務取締役を歴任。
- 赤尾健一：制作会社日企会長。『うわさのチャンネル』『お笑いスター誕生!!』などを演出。
- 神戸文彦：中後期の東京イレブンのディレクターで、当枠の後番組『EXテレビ』（東京版）のプロデューサーも担当した。今も『仮装大賞』などを手掛ける現役ディレクター。
- 矢追純一：UFO研究家。最初にUFOを取り上げたのは11PMディレクター時代。
- 都築忠彦：『24時間テレビ 「愛は地球を救う」』の生みの親。社会派名企画「巨泉・考えるシリーズ」を担当。
- 菅原正豊：制作会社「ハウフルス」社長。『マジカル頭脳パワー!!』『THE夜もヒッパレ』などヒット作品多数。
- 景山民夫：放送作家として参加。
- 木崎徹：放送作家・音楽プロデューサー。立教大学の学生の時に、鳥塚しげきの紹介でAD - ディレクターとして番組に参加[53]。
- 勝田健：チーフプロデューサー。『久米宏のTVスクランブル』立ち上げにも尽力[54]。

よみうりテレビ/大阪イレブン
- 白岩久弥：「11PM」担当時は藤本義一にその演出スタイルを絶賛された。当枠の後番組でプロデューサーを担当した『EXテレビ』（大阪版）や、『パペポTV』などでTVの新機軸を開いた。
- 諏訪道彦：アシスタントディレクターとして参加。その後、東京制作局→制作局・東京制作センター、編成局・アニメ事業部へ異動。『シティーハンター』『名探偵コナン』などのアニメ番組のプロデューサーとして活動中。

## 11PM 11回忌法要スペシャル
1999年（平成11年）11月11日、この日の日付に11が並んだこと、また終了からおよそ満10年（数えで11年）経ったことから『11PM 11回忌法要スペシャル』が、11月11日23:37 - 0:50一夜限りでNNN30局で放送され、大橋巨泉ら歴代の司会者をはじめ、番組にゆかりのある有名芸能人が一堂に会した。
番組内容は、11PM11回忌法要と銘打たれたパーティの中継で、赤坂プリンスホテルロイヤルホールのメイン会場は徳光和夫の司会進行で行われた。メインステージは祭壇を模しており、遺影の部分は番組のシンボルだった23:00を指す懐中時計のオブジェで、位牌も作られており、「性楽院深夜拾壱開拓居士」と戒名まで記されていた。
巨泉や愛川、朝丘らがスタジオ形式でフリートークを行う会場入口前セットの進行は福澤朗で、当時日本テレビのアナウンサーだった福澤は巨泉から「給料制か。フリーになって、ウチの事務所（オーケープロダクション）に来い」とツッコまれていた。番組の基本ベースは、番組の生い立ちを人の生涯に見立てた、過去のお宝映像を紹介するVTR企画とそれに沿ったフリートークで展開され、会場入口前セットでは爆笑問題が11PMの歴史を振り返るフリップ漫才などが行われたほか、メインステージでは、千堂あやかによるストリップショーが披露され、放送された。パーティの終盤には藤本義一を始めとする大阪イレブンの面々も駆けつけ、番組の最後に巨泉、愛川、藤本の3人がトークし、現在のテレビ番組に対して苦言を呈していた。
番組のメインスポンサーには当時と同じサントリー・トヨタ自動車・資生堂（「ご覧のスポンサー」扱い。なお表記は「アウスレーゼ」名義）が付き、番組名物だったサントリーの生CMも再現され、巨泉と松岡きっこがサントリーの商品を紹介、メイン会場のパーティでもサントリーのアルコール類で乾杯が行われた（CMのコピーは「サントリーのワインで21世紀を祝おう」）。
この11回忌法要スペシャルは、本放送当時の現役スタッフだった菅原正豊率いるハウフルスが制作を担当し、菅原も総合演出として参加した。なお、よみうりテレビは制作協力扱いで製作著作は日本テレビだった。

### スタッフ
- 構成：浜田悠、長谷川勝士、小山薫堂、高橋洋二
- ナレーション：武田広、鷹西美佳（日本テレビアナウンサー）
- 編集：鈴木教全
- 協力：ビデオプロ
- 制作進行：内田佳代子
- 制作スタッフ（日本テレビ）：河西裕、梅原幹、栗原甚、朝倉康晴、田澤実、馬場誠、高井昭男、上田知洋
- 制作スタッフ（読売テレビ）：松本芳久、三好順作
- 製作スタッフ（ハウフルス）：津田誠、鈴木正和
- ディレクター：加藤就一（日本テレビ）、千葉昭（ハウフルス）
- 演出：小路丸哲也（えすと）
- 制作協力：How Fulls、よみうりテレビ、NTV映像センター
- プロデューサー：笹尾光
- チーフプロデューサー：柏木登
- 総合演出：菅原正豊（ハウフルス）
- 総監督：神戸文彦、望月和雄
- 製作著作：日本テレビ

## 再放送・ライブラリー
- 2012年1月、ホームドラマチャンネルで、愛川欽也が司会を担当した水曜日のみ「愛川欽也セレクション」として1978年、1982年、1983年放送分から6本が再放送された（権利関係により一部の音楽の使用部分をカット）。同番組が地上波を含めて再放送されるのは初めてのことである。番組の始めと終わりに、愛川欽也・朝倉匠子の二人が当時の思い出を語る数分のトークが追加された。

- 2014年2月から、衛星劇場の「ミッドナイトアワー」枠で、土曜イレブンや末期の日本テレビ制作の当番組が月1本のペースで再放送されていた。肖像権などの権利関係により、ヌードになるモデルの顔や裸にはボカシが施されたり、一部内容をカットした配慮を加えた放送内容となっていた。

- 横浜市にある放送ライブラリーでは以下の5本が閲覧可能となっている。
  - 1970年5月7日放送分「田谷力三ショー」
  - 1973年1月1日放送分「テレビ20年 なつかしの名シーン」
  - 1980年11月20日放送分「今夜よみがえる東北の芸人たち」
  - 1982年3月1日・3月8日放送分「韓国から見た日本〔2〕〔3〕」

## パロディー
- ひょうきんPM：｢オレたちひょうきん族｣のコーナーの一つ（他のテレビ番組のパロディ）
- オヤブンPM：｢爆笑!!ドットスタジオ｣のコーナー「極道テレビ花田組」で放送されたパロディ
- ｢11AM｣：山陽放送ラジオの情報番組